# Pucatrihue
Pucatrihue es el nombre de una caleta y balneario ubicada en el sur de Chile, en la provincia de Osorno, comuna de San Juan de la Costa, distante a 68 km de la ciudad de Osorno; y conectados por camino pavimentado desde Osorno por la Ruta U-40 tomando la intersección que se encuentra en el km 55 de esta ruta.

## Etimología

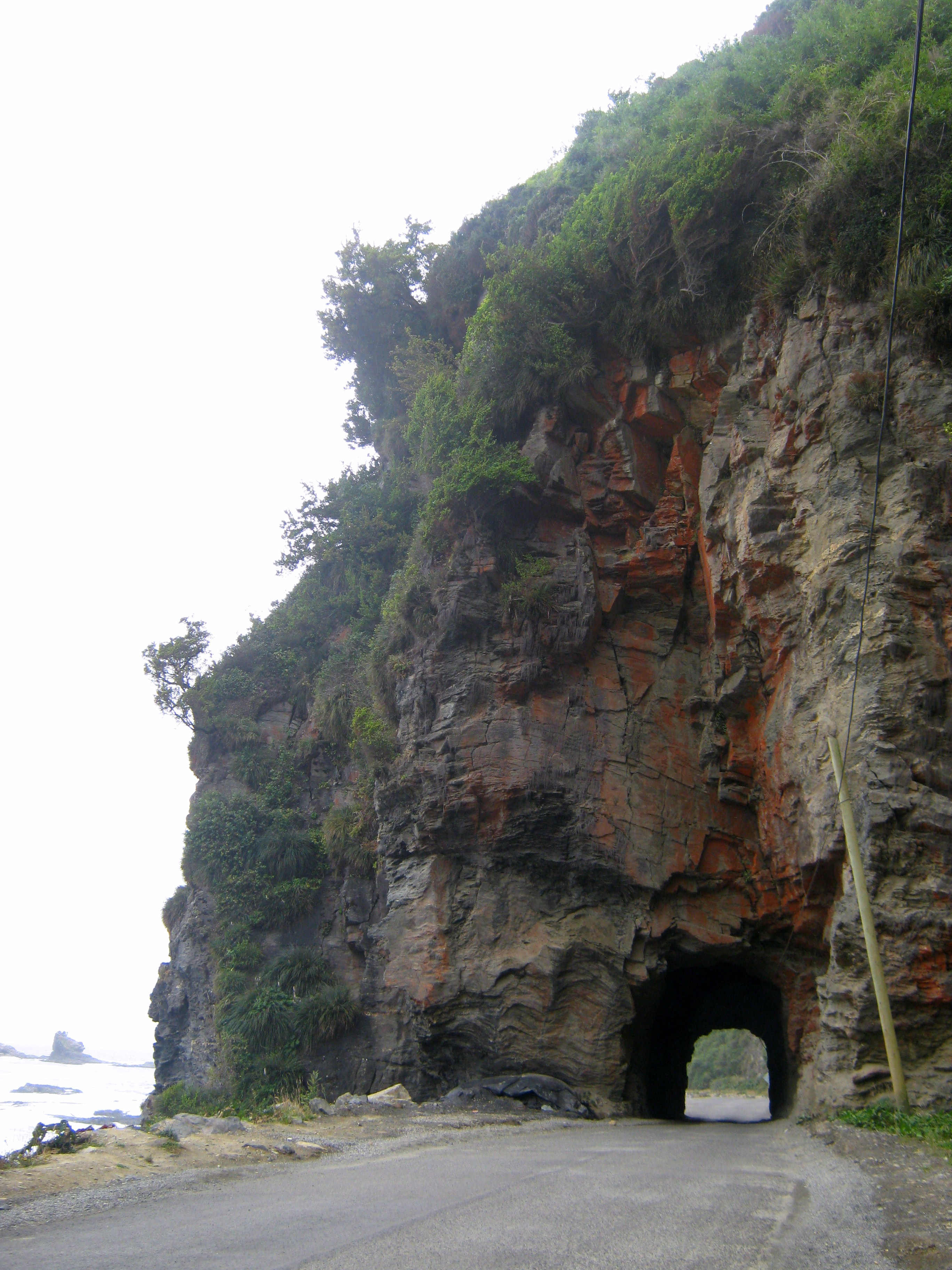
Túnel de acceso en el camino viejo, al balneario de Pucatrihue

La palabra es un calco del mapudungun Pukatrígwe que significa «localidad ubicada en un sitio escarpado». La palabra está formada por «pu», localidad, entre; «katri», separado o dividido; y por «we», lugar o sitio.

## Descripción
Pucatrihue presenta una cautivante naturaleza con gran potencialidad turística, formada por el bosque valdiviano y los atractivos de su costa, como son la presencia de una gran playa que se caracteriza por presentar dos ríos en sus extremos; en el extremo sur el río Contaco y en el extremo norte el río Choroy-Traiguén, en el cual el último de ellos forma un estuario que se cierra y abre dependiendo de la marea y del flujo del río. En verano es posible realizar en estos ríos travesías de canotaje, que llevan al navegante desde tierra firme hacia la desembocudura con el mar, atravesando en el trayecto hermosos bosques inexplotados. 
Entrando por la entrada principal (entrada sur) se observa al llegar el río Contaco y el sector de "las dunas", y posteriormente la caleta de pescadores, seguida de la playa principal; y finalmente el río Choroy-Traiguén y la continuación del camino hacia la Caleta Manzano.
La playa presenta sectores autorizados para bañarse, mientras que en otros sectores la marea y la resaca son peligrosas; por lo que el visitante debe tener cuidado y bañarse sólo en los sitios autorizados. 
Un dato pintoresco es que la entrada sur al balneario principal es a través de un Túnel que atraviesa un acantilado rocoso a orillas del mar; y que frente a la playa, se puede observar que destaca un grupo de islas rocosas con escasa vegetación (conocidas como la roca del "abuelito Huenteao"), en la cual existe una pequeña colonia de pingüinos patagónicos. Igualmente destaca en el sector norte del balneario el morro de la virgen que sobresale a las orillas del río Choroy-Traiguén; y el mirador de Choroy-Traiguén, ubicado en los cerros que se encuentra al frente del río del mismo nombre; desde el cual se puede apreciar una panorámica del balneario.
El balneario también se encuentra igualmente cercano a otros balnearios y playas como Caleta Manzano al norte (cruzando el río Choroy-Traiguén), o el balneario de Maicolpue y el puerto de Bahía Mansa al sur (por la Ruta U-40).
Respecto a la pesca y la recolección de mariscos, estas constituyen la principal actividad económica de los habitantes estables de esta zona. Dentro de estos últimos ha destacado la explotación de un molusco de la especie de los gasterópodos: el loco (también conocido internacionalmente como chilean abalone, abalón chileno o concholepas concholepas) que se extraen en la región respetando un plan de manejo sustentable del producto. Gracias a estos planes de manejo de los últimos años, los recursos marinos son nuevamente abundantes en la zona, que presenta una gran biodiversidad sobre todo bentónica.

## Historia
Pucatrihue desde la antigüedad constituyó una zona importante para el pueblo Mapuche Huilliche, ya que la pequeña isla rocosa que sobresale en el balneario, guarda celosamente en su interior una sorpresa: una cueva en la que los habitantes originarios de la zona rinden honores al llamado "abuelito Huenteao" (o abuelito Huenteyao), figura sagrada para la etnia Huilliche y parte importante de su mitología. Junto a él habitarían los Pucatrihuekeche ejército encantado de Pucatrihue, formado por el viento, la lluvia, los truenos y las tempestades. 
Posteriormente Pucatrihue se desarrollaría como caleta pesquera, en la que viven permanentemente cerca de 500 personas que en su mayoría pertenecen al pueblo Mapuche Huilliche, y que son principalmente pescadores. 
Respecto al desarrollo del turismo en la zona, este se desarrolló con mayor fuerza a partir de fines de los años 90; siendo Pucatrihue junto con los lugares cercanos como el balneario de Maicolpué y el puerto de Bahía Mansa, las principales playas en que pasan las vacaciones y los fines de semana los habitantes de la provincia y de algunas zonas cercanas.